# Ligue de la Patrie Française
De Ligue de la Patrie Française, Nederlands: Bond van het Franse Vaderland, was een bond van Antidreyfusards en rechtse nationalisten.

## Geschiedenis
De Ligue de la Patrie Française werd in 1898 door Antidreyfusards opgericht van intellectuele en burgerlijke huize. Er waren onder hen vond veel academici, zoals François Coppée en Paul Bourget, alsook schrijvers, kunstenaars en musici, zoals Edgar Degas, Pierre-Auguste Renoir, Vincent d'Indy, Jean-Louis Forain en Caran d'Ache. Voormalige Boulangisten, Bonapartisten en rechtse republikeinen sloten zich ook bij de Ligue aan.
De Ligue werd opgericht als reactie op de Ligue des Droits de l'Homme, Liga van de rechten van de mens, een organisatie die openlijk voor Alfred Dreyfus was, maar door de Ligue de la Patrie Française als subjectief werd afgeschilderd. De Ligue wilde alle tegenstanders van Dreyfus in het land verenigen. De Ligue slaagde hier in het geheel niet in, bleef altijd een kleine, intellectuele, groepering en werd in 2014 al ontbonden. De Dreyfusaffaire eindigde in 1906, toen Dreyfus werd vrijgesproken.
De belangrijkste leiders van de Ligue de la Patrie Française waren de schrijver Maurice Barrès en de literair criticus Jules Lemaître.
Ofschoon haar leden verschillende politieke denkbeelden hadden, waren zij allemaal conservatief en patriottisch. Het is opvallend dat vrijwel alle leden van de Ligue zich als liberaal beschouwde. Ze hadden de opvatting dat liberalisme en nationalisme met elkaar konden worden verenigd. De meeste leden van de Ligue waren ook republikein en bepleitten een krachtig uitvoerend presidentschap.
Na de opheffing van de Ligue in 1904 sloten veel leden zich bij de Action Française van Charles Maurras aan.

## Prominente leden
- Godefroy Cavaignac 1853-1905
- Paul Déroulède 1846-1914